# Сади-6 (зупинний пункт)
Сади-6 — пасажирський залізничний зупинний пункт Полтавської дирекції Південної залізниці.
Розташований біля присадибних ділянок, Світловодський район, Кіровоградської області на лінії Бурти — Рублівка між станціями Світловодськ (13 км) та Рублівка (16 км).
Станом на березень 2020 року щодня три пари дизель-потягів прямують за напрямком Бурти/Світловодськ — 27 км.